# Bridgeport (Michigan)
Bridgeport is een plaats (census-designated place) in de Amerikaanse staat Michigan, en valt bestuurlijk gezien onder Saginaw County.

## Demografie
Bij de volkstelling in 2000 werd het aantal inwoners vastgesteld op 7849.

## Geografie
Volgens het United States Census Bureau beslaat de plaats een oppervlakte van
21,6 km², geheel bestaande uit land. Bridgeport ligt op ongeveer 184 m boven zeeniveau.

## Plaatsen in de nabije omgeving
De onderstaande figuur toont nabijgelegen plaatsen in een straal van 12 km rond Bridgeport.